# ファイナル・カウントダウン (映画)
『ファイナル・カウントダウン』 (The Final Countdown) は、1980年のアメリカ映画。タイムスリップもののSF映画である。
アメリカ海軍の原子力空母ニミッツが初めて登場した映画でもある。

## あらすじ
1980年のこと。空母ニミッツは中部太平洋での演習のため、パールハーバー海軍基地を出港する。ニミッツには、タイドマン・インダストリーズ社のシステム・アナリストで国防総省の効率向上のために働いている民間人オブザーバのウォーレン・ラスキー（マーティン・シーン）が乗艦している。タイドマン社は、この原子力空母を設計・建造した、余り知られていない大手防衛関連企業で、同社の、人前に姿を現さない経営者のタイドマン氏の命令でラスキーは乗艦したのである。
外海に出ると、ニミッツは謎の帯電した嵐のような渦に遭遇する。艦がそこを通過する間、レーダーやその他の機器が反応しなくなり、乗員全員が激しい苦痛に苦しむ。初めは自分たちに何が起こったのかが分からず、真珠湾の米太平洋艦隊司令部との無線連絡も途絶えたため、イェランド艦長（カーク・ダグラス）は、ハワイか米国本土に核攻撃があったのではないかと懸念する。彼は総員配置を命令し、RF-8クルセイダー偵察機を発進させる。同機は真珠湾の撮影を終えて帰還するが、画像には無傷の米国太平洋艦隊の戦艦が映っており、その内の数隻は、1941年12月7日（ハワイ時間）の日本軍の真珠湾攻撃で破壊されたものだった。
レーダーで海面上に何かが発見されると、イェランドは第84戦闘飛行隊VF-84の中から、即応態勢にあったグラマンF-14トムキャット戦闘機2機を発進させる。民間の木造ヨットが大日本帝国海軍の三菱零式艦上戦闘機（ゼロ戦）2機によって機銃掃射を受けて破壊され、乗員5人のうち3人が死亡したのが目撃される。F-14は発砲せずにゼロ戦を駆逐するよう命令されるが、ゼロ戦が思いがけなくニミッツに向かって来たことから、イェランドは撃墜の許可を与える。ニミッツはヨットから生存者を救出する。有力な米国上院議員サミュエル・チャップマン（チャールズ・ダーニング）、その補佐官ローレル・スコット（キャサリン・ロス）、彼女の愛犬チャーリー、そして撃墜されたゼロ戦パイロット2人のうちの1人（スン＝テク・オー）である。歴史に詳しいオーエンズ中佐（ジェームズ・ファレンティーノ）は、チャップマンが真珠湾攻撃の直前に失踪していなければ、1944年の大統領選挙でフランクリン・D・ルーズベルトの副大統領候補（および後継者候補）になっていた可能性がある政治家であると認識している。
グラマンE-2ホークアイ偵察機が、更に北の、それまで哨戒されていなかった海域で、真珠湾攻撃を開始しようとしている日本艦隊機動部隊を発見した時、ニミッツの乗員は、自分たちが真珠湾攻撃の前日にタイムスリップしたことに気づく。イェランドは日本艦隊を破壊して歴史を変えるか、それとも傍観して彼らが知っている通りに歴史が進むのを許すかの決断を迫られる。アメリカの民間人とゼロ戦のパイロットは隔離されていたが、日本のパイロットは尋問中に警備兵の1人からM-16ライフルを奪い取り、他の海兵隊警備員2人を殺害し、スコット、オーエンズ、ラスキーを人質に取った。彼は、日本艦隊にニミッツについて知らせるために無線機を使わせなければ3人を殺すと脅す。ラスキーはオーエンズ中佐に日本軍の攻撃計画を既に知っていることを日本のパイロットに告げるように言う。それを聞いて呆然とした日本人パイロットは海兵隊員に倒され射殺される。その後、スコットとオーエンズは親しくなる。
チャップマン議員は、イェランドが差し迫った日本軍の攻撃を知っていながら誰にも話していないことに激怒し、海軍当局に知らせるために真珠湾に戻るよう要求する。イェランドは代わりに、最終的にはチャップマンとスコットが救助されることを前提に、ヘリコプターで2人を十分な食料と共にハワイの孤島に連れて行くことをオーエンズに命令する。島に着くと、チャップマンは騙されたことに気づき、信号拳銃でパイロットを脅し、真珠湾に連れて行くよう要求する。格闘中に信号拳銃が発射され、ヘリは破壊されてしまい、スコットとオーエンズは島に取り残されてしまう。ニミッツは日本艦隊に対して大規模な攻撃を開始しようとするが、その直後、時の渦の嵐が再び発生する。嵐から逃れようとしても無駄で、イェランドは攻撃隊を呼び戻し、艦とその航空機は過去を殆ど変えること無く、無事に1980年に戻る。ニミッツが真珠湾に帰還すると、太平洋艦隊の提督たちがニミッツの原因不明の失踪を調査するために乗り込んで来る。ラスキーはスコットの愛犬チャーリーを連れて船を降り、素顔が謎であるタイドマン氏と対面する。タイドマンはかなり歳をとったオーエンズ中佐であることが判明する。彼と妻のローレル・スコットは、「話すことが沢山あるね」と言い、ラスキーを車に同乗させる。

## 出演
| 役名                                     | 俳優                       | 日本語吹替                                                                                     | 日本語吹替                                                              | 日本語吹替                                             |
| 役名                                     | 俳優                       | フジテレビ版 （追加録音部分）                                                                  | テレビ朝日版                                                            | TBS版                                                  |
| ---------------------------------------- | -------------------------- | ---------------------------------------------------------------------------------------------- | ----------------------------------------------------------------------- | ------------------------------------------------------ |
| ニミッツ艦長マシュー・イーランド海軍大佐 | カーク・ダグラス           | 宮部昭夫 （佐藤正治）                                                                          | 宮部昭夫                                                                | 宮部昭夫                                               |
| ウォーレン・ラスキー                     | マーティン・シーン         | 金内吉男 （佐久田脩）                                                                          | 池田秀一                                                                | 富山敬                                                 |
| ローレル・スコット                       | キャサリン・ロス           | 渡辺知子 （髙梨愛）                                                                            | 鈴木弘子                                                                | 榊原良子                                               |
| リチャード・T・オーウェンス中佐          | ジェームズ・ファレンティノ | 小林清志 （山岸治雄）                                                                          | 有川博                                                                  | 若本規夫                                               |
| サミュエル・チャップマン上院議員         | チャールズ・ダーニング     | 大宮悌二                                                                                       | 富田耕生                                                                | 今西正男                                               |
| ダン・サーマン中佐                       | ロン・オニール             | 内海賢二                                                                                       | 寺島幹夫                                                                | 池田勝                                                 |
| カウフマン                               | ロイド・カウフマン         | 飯塚昭三                                                                                       | 池水通洋                                                                | 田原アルノ                                             |
| シムラ                                   | スーン＝テック・オー       | 徳丸完                                                                                         | 田中和実                                                                | 麦人                                                   |
| ペリー大尉                               | ジェームズ・コールマン     | 飯塚昭三                                                                                       | 筈見純                                                                  |                                                        |
| デイモン中佐                             | ジョー・ローリー           | 徳丸完                                                                                         | 池田勝                                                                  |                                                        |
| クルマン伍長                             | マーク・トーマス           | 広瀬正志                                                                                       | 秋元羊介                                                                |                                                        |
| カジマ大尉                               | アルヴィン・イン           |                                                                                                | 若本規夫                                                                |                                                        |
| 海軍医                                   | ダン・フィッツジェラルド   |                                                                                                | 峰恵研                                                                  |                                                        |
| 操舵手                                   | ピーター・ダグラス         |                                                                                                |                                                                         |                                                        |
| トガワ                                   | マサユキ・ヤマズキ         | 台詞なし                                                                                       | 台詞なし                                                                | 台詞なし                                               |
| その他                                   | N/A                        | 沢木郁也 郷里大輔 龍田直樹 清川元夢 石森達幸 山口健 岡和男 笹岡繁蔵 西村知道 屋良有作 沢りつお | 佐藤正治 梅津秀行 大滝進矢 小室正幸 大塚芳忠 村松康雄 山野史人 小島敏彦 | 牛山茂 秋元羊介 西村知道 小島敏彦 星野充昭 梅津秀行 他 |
| 日本語版制作スタッフ                     |                            |                                                                                                |                                                                         |                                                        |
| 演出                                     | 演出                       | 春日正伸                                                                                       | 福永莞爾                                                                | 小林守夫                                               |
| 翻訳                                     | 翻訳                       | 山田実                                                                                         | 木原たけし                                                              | 木原たけし                                             |
| 調整                                     | 調整                       | 中里勝範                                                                                       | 丹波晴道                                                                |                                                        |
| 効果                                     | 効果                       | PAG                                                                                            | 遠藤堯雄 桜井俊哉                                                       |                                                        |
| プロデューサー                           | プロデューサー             | 関一由                                                                                         | 圓井一夫                                                                | 上田正人                                               |
| 制作                                     | 制作                       | テレキャスジャパン                                                                             | 東北新社                                                                | 東北新社                                               |
| 初回放送                                 | 初回放送                   | 1981年10月10日 『ゴールデン洋画劇場』 追加録音版 2014年6月7日 WOWOWプライム 『土曜吹替劇場』   | 1987年8月9日 『日曜洋画劇場』                                           | 1989年8月8日 『火曜ビッグシアター』                    |

※2020年3月3日発売のBD『ファイナルカウントダウン -日本語吹替音声収録コレクターズ版-』には、上記3種類の吹き替え版がすべて収録されている。フジテレビ版以外はカット部分が原語音声・日本語字幕となる。

## スタッフ
- 監督：ドン・テイラー
- 製作総指揮：リチャード・R・セント・ジョン
- 製作：ピーター・ダグラス（英語版）（主演したカーク・ダグラスの三男）、ロイド・カウフマン
- 原作：トーマス・ハンター（英語版）、ピーター・パウエル、デイヴィッド・アンブローズ（英語版）
- 脚本：デイヴィッド・アンブローズ、ピーター・パウエル、ゲイリー・デーヴィス（英語版）、トーマス・ハンター
- 撮影：ヴィクター・J・ケンパー
- 編集：ロバート・K・ランバート
- 音楽：ジョン・スコット

## 逸話
- 劇中で偵察機が持ち帰った真珠湾の写真は、実は奇襲を受けた直後の写真であり、よく見ると「雷撃時の波紋」「雷跡」「戦艦ウェストバージニアに命中した魚雷が立てた水柱」などが写っている。
- 劇中には、上院国防委員会副議長で1941年に行方不明になったとされるチャップマンという民主党上院議員が登場するが、架空の政治家である。
- 撮影当時、空母ニミッツは大西洋に配備されていたため、撮影は大西洋上で行われた。また、アメリカ海軍の戦闘艦艇における女性の宿泊は許可されておらず、本作唯一の女性出演者であるキャサリン・ロスは毎晩陸上まで搬送され、上陸先にて宿泊していた。
- カーク・ダグラスの三男で本作プロデューサーのピーター・ダグラスが作戦室の水兵として登場している。ドイツとソ連、アメリカ、イギリスが戦争状態になったラジオニュースを聞き、艦長（実父のカーク）に作戦室から出るように促される。
- 作中で日本海軍のパイロットが捕虜になるシーンがあるが、この捕虜になったパイロットのシムラを演じた俳優は日本人ではなく、韓国系アメリカ人の俳優スーン＝テック・オーである。そのため、日本語のアクセントが独特であり、かなり力んだ調子で発声しているが、台詞自体は日本人が聞いても十分に理解できる。
- エンディングテーマ曲「Mr. and Mrs. Tideman」は、『火曜サスペンス劇場』の初代主題歌「聖母たちのララバイ」に盗用されたことで知られる（作曲者の木森敏之が盗作と認めたため、同曲は第24回日本レコード大賞の選考から外されることとなった。ただし、原作曲家のジョン・スコットとの共作曲扱いで第13回日本歌謡大賞を受賞している）。
- タイムスリップ直後にラジオから『ジャック・ベニー・ショー（英語版）』が聞こえてくる場面があるが、艦長役のカーク・ダグラスはこの番組に出演していたことがある。

## 登場兵器

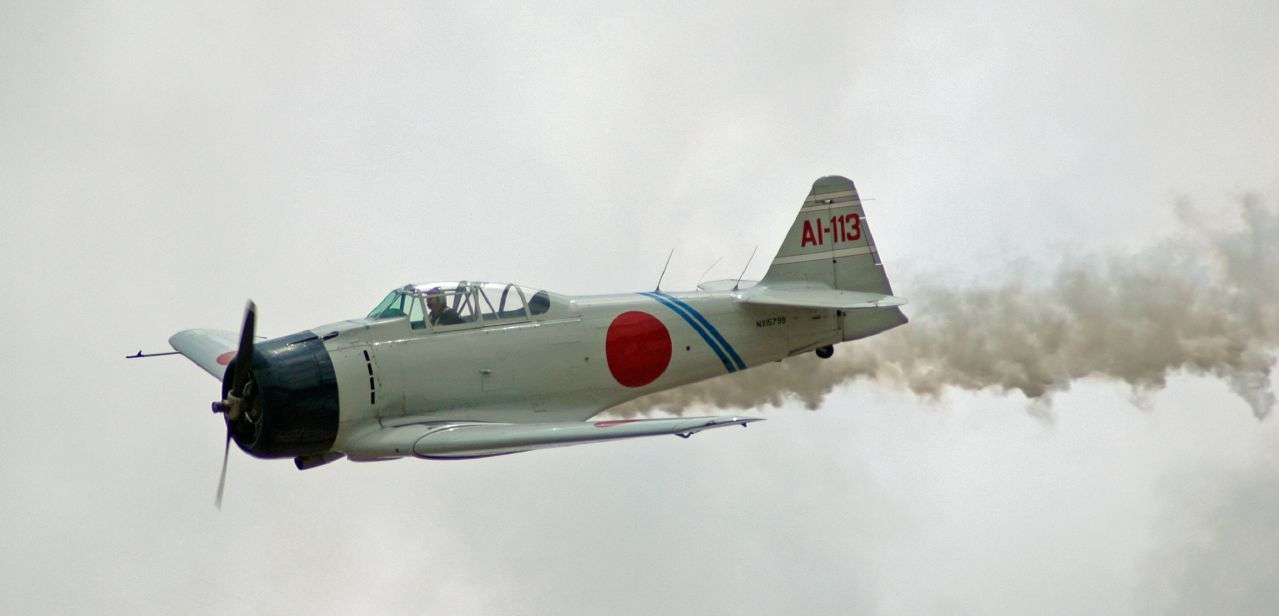
撮影に使われたT-6 テキサンの改造機「テキサン・ゼロ」（2007年撮影）

アメリカ海軍が全面協力していることもあり、実物の艦船や艦載機が多く登場している。
アメリカ海軍
- ニミッツ級航空母艦 CVN-68 ニミッツ
- カリフォルニア級原子力ミサイル巡洋艦 CGN-36 カリフォルニア
- ベルナップ級ミサイル巡洋艦 CG-34 ビドル
- ノックス級フリゲート
- F-14 トムキャット
- F-4 ファントム
- RF-8G クルセイダー
- RA-5 ヴィジランティ（地上駐機のみ）
- KA-6D イントルーダー（A-6型の空中給油機）
- A-7 コルセア II
- E-2C ホークアイ
- SH-3 シーキング

大日本帝国海軍
- 零式艦上戦闘機 - 実機ではなくT-6 テキサンの改造機「テキサン・ゼロ」。

## 映像ソフト
過去にビスタサイズで収録されたDVDなどがリリースされているほか、2012年7月には16：9スコープサイズで収録されたBlu-ray版がリリースされている。
2020年3月3日、ハピネットからフルHDレストア・ニューマスタリングの「ファイナルカウントダウン 日本語吹替音声収録コレクターズ版」が発売された。3種類の日本語吹替音声は、いずれもテレビ放送用に作られた音源を使用。1981年に初めてテレビで放送されたフジテレビゴールデン洋画劇場版は、2014年にWOWOWで放送される際にカット部分を別の声優で追加録音のため全編を吹替で、テレビ朝日日曜洋画劇場版とTBS火曜ビッグシアター版は吹替音声の存在しない部分はオリジナル音声・日本語字幕対応。
2021年4月27日、北米地域向けではあるが、ブルー・アンダーグランドから、4K Ultra HD Blu-ray（4K UHD BD）が発売された。35mmオリジナルカメラネガからの最新4Kデジタルレストア、ドルビー・ビジョンHDR、リミックス・ドルビーアトモス・サウンドトラック採用。サントラCD同梱。